# ریاض عبدالعباس
ریاض عبدالعباس (انگلیسی: Riyadh Abdul-Abbas) بازیکن فوتبال اهل عراق است.
از باشگاه‌هایی که در آن بازی کرده‌است می‌توان به باشگاه ورزشی الشرطه (سوریه) اشاره کرد.
وی همچنین در تیم ملی فوتبال عراق بازی کرده‌است.